# Horisme wittei
Horisme wittei är en fjärilsart som beskrevs av Debauche 1938. Horisme wittei ingår i släktet Horisme och familjen mätare. Inga underarter finns listade i Catalogue of Life.